# Don't Leave Me
Don't Leave Me (날 떠나지마?, Nal tteonajimaLR) è un singolo del cantante e produttore sudcoreano Park Jin-young, noto con il nome d'arte J.Y. Park, pubblicato nel 1994 come parte dell'album di debutto Blue City. La canzone è considerata una delle tracce più iconiche della sua carriera e un classico del k-pop degli anni '90.

## Produzione
Il brano è stato scritto e prodotto dallo stesso Park Jin-young. Don't Leave Me combina elementi di R&B e pop, con arrangiamenti che riflettono l'influenza della musica occidentale sulla scena sudcoreana dell'epoca. Il testo esprime un profondo senso di perdita e disperazione legato alla fine di una relazione amorosa, temi che hanno contribuito alla sua popolarità presso il pubblico.

## Pubblicazione e ricezione
La canzone è stata lanciata come singolo principale dell'album di debutto Blue City, pubblicato nel settembre 1994. Ha riscosso un grande successo commerciale, spingendo Park Jin-young al centro della scena musicale sudcoreana. Il brano è stato anche eseguito in numerosi programmi televisivi, consolidando la reputazione di Park come uno degli artisti emergenti più promettenti del k-pop negli anni '90.

## Eredità
Don't Leave Me ha avuto un impatto significativo nella carriera di J.Y. Park, contribuendo a definire il suo stile musicale unico e influenzando la successiva produzione del k-pop. Nel corso degli anni, il brano è stato reinterpretato da altri artisti e presentato in programmi televisivi tra cui Immortal Songs.